# بر روی کوه تای هنگ
بر روی کوه تای هنگ (انگلیسی: On the Mountain of Tai Hang) فیلمی در ژانر جنگی است که در سال ۲۰۰۵ منتشر شد.